# Villa Marzanna

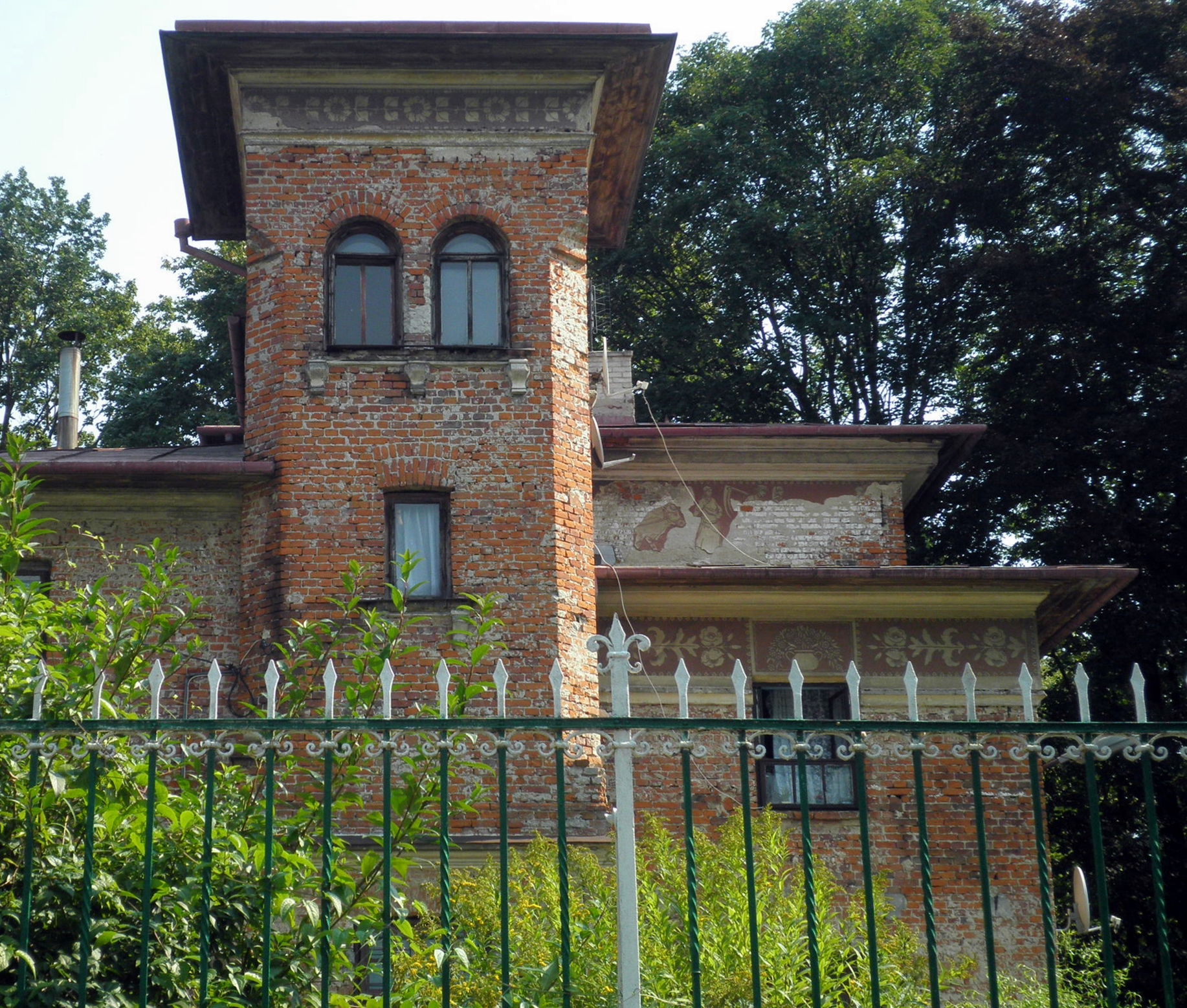
Straßenansicht der Villa (2011)

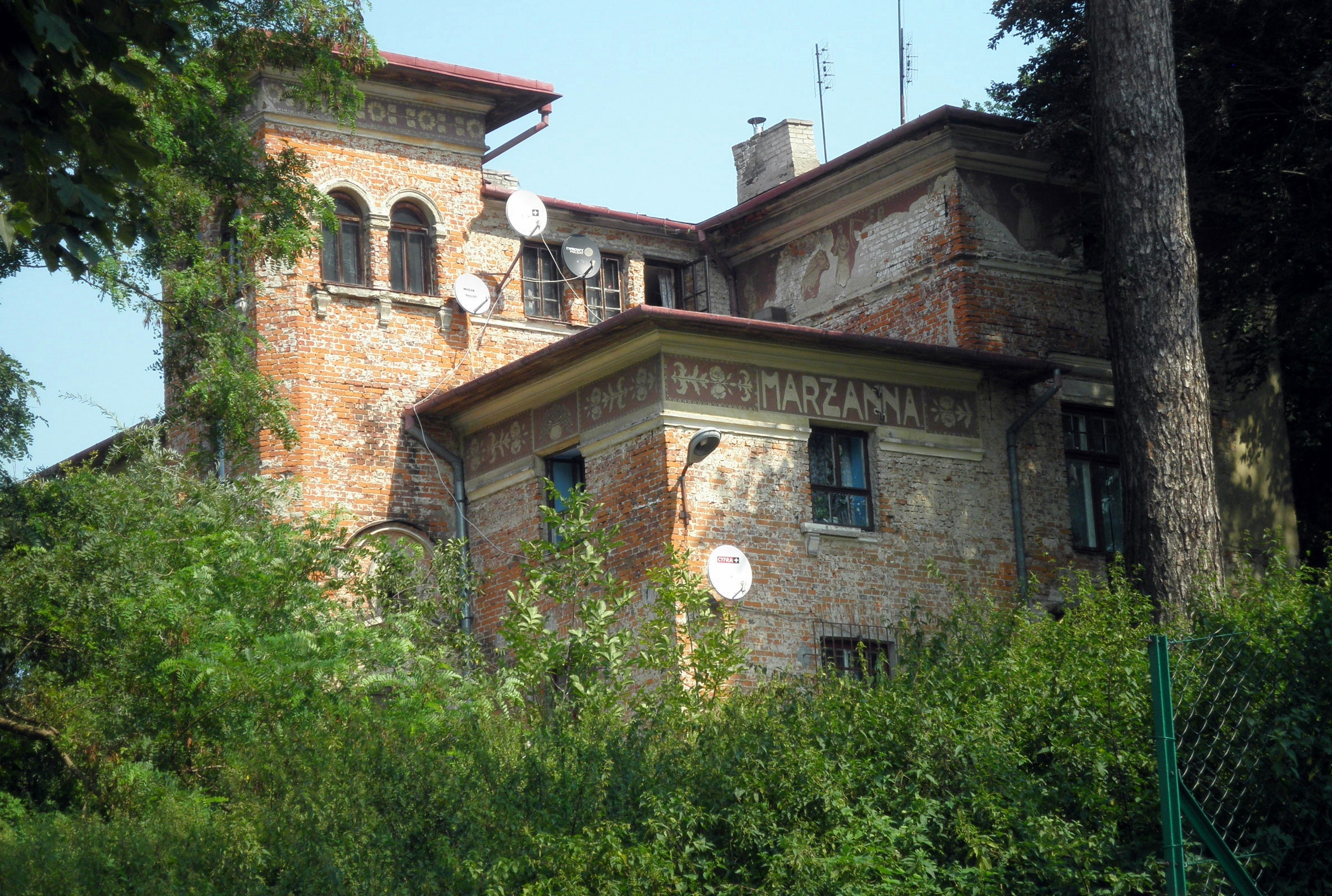
Ansicht von unten mit dem Schriftzug Marzanna

Die Villa Marzanna (polnisch willa Marzanna) in der ulica Partyzantów 8 ist ein denkmalgeschütztes Objekt in Nałęczów in der Woiwodschaft Lublin in Polen. Die ehemals repräsentative Villa wurde 1905 errichtet, die Gartenanlage ist ebenfalls unter Schutz gestellt. Das Gebäude steht in Hanglage im Zentrum des Kurorts.

## Geschichte
Die Villa Marzanna wurde 1905 erbaut. Die Jahre 1880 bis 1914 gelten als „die goldene Ära“ in der Geschichte des Kurorts. Zu den bekannten Gästen zählten der Nobelpreisträger Henryk Sienkiewicz und der Schriftsteller Bolesław Prus. Seit der Erteilung der Stadtrechte 1963 wurde eine größere Zahl ähnlicher Gebäude unter Denkmalschutz gestellt.
Die Eigentümer der Villa wurden nach 1945 enteignet und als Mietshaus für mehrere Familien umgestaltet. Das Objekt wurde 1982 unter Schutz gestellt und mit der Nummer 607039 in die polnische Denkmalliste eingetragen, die Villa erhielt die Nummer 607040, der Park die Nummer 607041. Das sanierungsbedürftige Bauwerk wird weiterhin als Wohnhaus genutzt.

## Beschreibung
Das Gebäude ist eine dreigeschossige Villa in Hanglage. Der Putzbau hat einen auffälligen Treppenturm über dem Hauseingang. Der Grundriss und die Stockwerkseinteilung ist unregelmäßig. Die Blechdächer haben nur eine geringe Neigung. Die noch teilweise vorhandenen Friese zeigen ländliche Szenen und Blumenornamente des Jugendstils. Das Gebäude ist nicht renoviert, Fenstereinfassungen und Simse sind weitgehend verloren.
Der Schriftzug Marzanna ist stadtwärts zu lesen, es ist ein weiblicher Vorname bzw. eine Gottheit der slawischen Mythologie (siehe Marzanna). Zur Gartenanlage gehört alter Baumbestand.